# 邦妮·亨特
邦妮·亨特（英語：Bonnie Hunt，1961年9月22日—），美國女演員、喜劇演員、導演、製片人、編劇、電視節目主持人，於1995年曾獲土星獎最佳電影女配角的獎項。

## 外部連結
- 邦妮·亨特在互联网电影资料库（IMDb）上的資料（英文）
- TCM电影资料库上Bonnie Hunt的资料（英文）